# Liste von Persönlichkeiten des Gymnasiums St. Augustin
Diese Liste von Persönlichkeiten des Gymnasiums St. Augustin verzeichnet die Rektoren, Professoren und Kantoren sowie bekannte Schüler vom Gymnasium St. Augustin in Grimma (Sachsen).

## Lehrer

### Rektoren
- Adam Siber (1550–1584)
- Jakob Fuhrmann (1584–1588)[1]
- Martin Hayneccius (1588–1610)
- Johann Weber (1610–1613)[2]
- Andreas Timpler (1613–1620)[3]
- Johann Merck (1620–1622)
- Franz Kess (1622–1626)
- Johann Merck (1626–1656)
- Christoph Schindler/Johannes Schreiner (1656–1658)
- Johann Schütze (1658–1684)[4] 1684–1686 war die Schule wegen des Neubaus geschlossen.
- Christian Andreas Siber (1686–1688)
- Tobias Petermann (1688–1710)[5]
- Georg Ermel (1710–1736)
- Heinrich August Schumacher (1736–1758)
- Friedrich Immanuel Schwarz (1758–1763)
- Johann Tobias Krebs (1763–1782)
- Johann Heinrich Mücke (1782–1799)
- Heinrich Gotthelf Noah Hofmann (1799–1803)[6]
- Friedrich Wilhelm Sturz (1803–1819), offiziell bis 1823; die Amtsgeschäfte führte bereits Weichert
- Jonathan August Weichert (1823–1842), kommissarisch ab 1819
- Eduard Wunder (1843–1866)
- Rudolf Dietsch (1866–1872)
- Emil Heinrich Otto Müller (1872–1884)
- Karl Schnelle (1884–1890)
- Kurt Bernhardi (1891–1892)
- Kurt Gehlert (1893–1899)
- Walther Gilbert (1899–1917)[7]
- Karl Illing (1917–1924)
- Georg Fraustadt (1924–1938)
- Curt Bartko (1938–1939), freiwillige Meldung zur Wehrmacht, de iure bis 1945 Rektor
- Klaus-Dieter Tschiche (1991–2006)
- Wolf-Dieter Goecke (2006–2020)[8]

### Professoren
- Friedrich Gotthilf Fritsche, sechster Professor und Lehrer der Religion, ab 1824 Konrektor
- Christian Gottlob Lorenz (1831–1864), Professor, stellvertretender Rektor ab 1843
- Justus Hermann Lipsius
- Niclas Matthias Petersen (1798–1881), Professor und Kantor

### Kantoren
- Samuel Jacobi
- Tobias Petermann
- Niclas Matthias Petersen (1798–1881)
- Johann Sigismund Opitz
- Heinrich Gottfried Reichard
- Heinrich Ludwig Hartmann
- Diethard Hellmann (1928–1999), in der Nachkriegszeit Gründer und Leiter des Madrigalchors St. Augustin

## Schüler
Nach Geburtsjahr geordnet
- Johannes Clajus (1535–1592), evangelischer Theologe und Grammatiker
- Jakob Lindner (1544–1606), Pädagoge
- Paul Zwilling (1547–1581), neulateinischer Epiker
- Johannes Wanckel (1553–1616), Historiker
- Nikolaus Krell (um 1550–1601), Kanzler des Kurfürsten Christian I. von Sachsen
- Hieronymus Nymmann (1554–1594), Mediziner
- Adam Theodor Siber (1563–1616), Sprach- und Literaturwissenschaftler
- Tobias Tandler (1571–1617), Mediziner und Mathematiker
- Casper Vollgnad (1577–1637), evangelischer Theologe
- Franz Kess (* 1584), Pädagoge
- Polykarp Leyser II. (1586–1633), lutherischer Theologe
- Paul Gerhardt (1607–1676), Schüler von 1622 bis 1627, Kirchenliederdichter
- Georg Wiegner (1607–1689), Jurist und Bürgermeister von Dresden
- Samuel von Pufendorf (1632–1694), Schüler von 1645 bis 1650, Philosoph und Völkerrechtler
- Balthasar Stolberg (1640–1684), Philologe
- Immanuel Weber (1659–1726), Historiker, Rechtswissenschaftler und Hochschullehrer
- Paul Christian Hilscher (1666–1730), lutherischer Geistlicher und Theologe
- Benjamin Hederich (1675–1748), Lexikonautor
- Christian Gottlieb Schwarz (1675–1751), Philologe und Hochschullehrer, Präses des Pegnesischen Blumenordens
- Christian Friedrich Bauer (1696–1752), evangelischer Theologe
- Christian Gottlieb Kluge der Ältere (1699–1759), evangelischer Theologe
- Siegmund Friedrich Dresig (1703–1742), Konrektor der Thomasschule zu Leipzig
- Johann Rudolf Kiesling (1706–1778), lutherischer Theologe und Orientalist
- Johann Gottfried Hermann (1707–1791), lutherischer Theologe
- Christoph Jeremias Rost (1718–1790), Philologe und Rektor
- Johann Andreas Cramer (1723–1788), Schriftsteller und Theologe
- Friedrich Gottlieb Barth (1738–1794), Pädagoge
- Johann Samuel Gottlob Flemming (1740–1827), evangelischer Pfarrer
- Karl Christian Tittmann (1744–1820), lutherischer Theologe
- Christian Gottlob Richter (1745–1791), Jurist, Hochschullehrer und Philologe
- Johann Adam Gottlieb Kind (1747–1826), Rechtswissenschaftler, Richter und Hochschullehrer
- Gottlob August Baumgarten-Crusius (1752–1816), Regierungs- und Konsistorialrath in Merseburg
- Christian Gottfried Körner (1756–1831), Schriftsteller und Jurist
- Ernst Florens Friedrich Chladni (1756–1827), Physiker
- Gustav Friedrich Dinter (1760–1831), evangelischer Theologe und Pädagoge
- Traugott August Seyffarth (1762–1831), lutherischer Theologe
- Georg Franz Dietrich aus dem Winckell (1762–1839), Forst- und Jagdwissenschaftler
- Carl Gottlieb Berger (1764–1824), Pfarrer, Musiker, Übersetzer und Botaniker
- Karl von Gersdorff (1765–1829), sächsischer Generalleutnant
- Christian Friedrich Franke  (1767–1794), evangelischer Theologe
- Siegfried August Mahlmann (1771–1826), Dichter, Schriftsteller und Verleger
- Johann David Goldhorn (1774–1836), evangelischer Theologe und Hochschullehrer
- Philipp Heinrich Friedrich Hänsel (1779–1849), Jurist, Vorsitzender des Leipziger Handelsgerichts
- Gottlob Leberecht Schulze (1779–1856), Theologe, Pfarrer, Lehrer und Verfasser des ersten sächsischen Volksschulgesetzes von 1835
- Christian Adolf Deutrich (1783–1839), Bürgermeister von Leipzig
- Heinrich Anschütz (1785–1865), Schauspieler
- Karl Wilhelm Baumgarten-Crusius (1786–1845), Rektor der Fürstenschule Meißen
- Carl Leuschner (1787–1861), Pädagoge, Pastor, Turnvater Mecklenburgs
- August Wilhelm Heffter (1796–1880), Rechtsgelehrter
- Ernst Moritz Reichel (1798–1863), evangelisch-lutherischer Theologe
- Eduard Friedrich Poeppig (1798–1868), Zoologe, Botaniker, Geograph
- Carl Ferdinand Reichel (1800–1860), Apotheker und Botaniker
- Albert von Carlowitz (1802–1874), sächsischer und preußischer Politiker
- Johann Gottlob Hanschmann (1804–1858), Pädagoge und Lehrer
- Christian Gottlob Lorenz (1804–1873), Philologe, Pädagoge, Historiker, Verfasser der ersten Chronik Grimmas
- Ernst Friedrich Gelpke (1807–1871), evangelischer Theologe und Hochschullehrer an der Universität Bern
- Gustav Hartenstein (1808–1890), Philosoph
- Bernhard von Rochow (1808–1889), Gutsbesitzer und Politiker
- Albert Doberenz (1811–1878), Klassischer Philologe und Schulleiter
- Albin Leo von Seebach (1811–1884), Diplomat und Politiker
- Otto Leonhard Heubner(1812–1893), Jurist, Politiker und Dichter in der Frankfurter Nationalversammlung
- Johann Georg Theodor Grässe (1814–1885), Bibliograph
- Julius Theodor Schmidt (1814–1861), Mitglied der Frankfurter Nationalversammlung, Bürgermeister von Wurzen
- Hermann Köchly (1815–1876), Altphilologe
- Ludolf Stephani (1816–1887), Klassischer Archäologe
- Eduard Stephani (1817–1885), Politiker und Vizebürgermeister von Leipzig
- Ephraim Oskar Taube (1829–1888), Reichsgerichtsrat
- Richard von Volkmann (1830–1889), Chirurg und Schriftsteller (Pseudonym: Richard Leander)
- Otto Theodor Meusel (1832–1906), Regierungspräsident, Geheimer Finanzrat, Mitglied des Reichstages
- Werner von Watzdorf (1836–1904), Staats- und Finanzminister des Königreichs Sachsen
- Heinrich Leo von Treitschke (1840–1927), General der Infanterie
- Friedrich Martin Schubart (1840–1899), evangelischer Theologe, Pädagoge und Kunstsammler
- William Göhring (1843–1926), Konsularbeamter
- Bernhard Schwarz (1844–1901), Pfarrer und Afrikaforscher
- Friedrich Winfried Schubart (1847–1918), Generalsuperintendent, Glockenkundler
- Alfred von Kiderlen-Waechter (1852–1912), Diplomat, zuletzt Staatssekretär im Auswärtigen Amt 1910
- Georg Heinrich Wahle (1854–1934), Rechtswissenschaftler
- Adolph von Carlowitz (1858–1928), sächsischer Militär
- Carl Clemen (1865–1940), deutscher evangelischer Theologe und Religionshistoriker
- Paul Clemen (1866–1947), Kunsthistoriker und Denkmalpfleger, 1893 erster Provinzialkonservator der Rheinprovinz
- Curt Grottewitz, eigentlich Max Curt Pfütze (1866–1905), Naturwissenschaftler, Schriftsteller und Germanist; Begründer der Arbeiter-Wanderbewegung
- Carl Küchler (1869–1945), Reiseschriftsteller und Nordistik-Forscher
- Hugo Grille (1870–1962), Direktor des Oberverwaltungsgerichtes Dresden, Regierungspräsident in Chemnitz
- Wilhelm Külz (1875–1948), Reichsinnenminister, Vorsitzender der LDPD
- Walter Andrae (1875–1956), Archäologe und Bauforscher
- Erich Burck (1901–1994), Altphilologe, Rektor der Universität Kiel
- Christian Rietschel (1908–1997), Kunsthistoriker und evangelischer Theologe
- Kurt Schwabe (1916–2010), 1992–2010 Leiter des Archivs der Fürstenschüler-Stiftung
- Herbert Jordan (1919–1991), Internist und Balneologe
- Siegfried Grosse (1924–2016), Germanist
- Gerhard Gey (* 1950), Kommunalpolitiker, Landrat des Landkreises Leipzig 1990–2015
- Knut Löschke (* 1950), Unternehmer
- Karl-Heinz Gerstenberg (* 1951), Informationstechniker und Politiker (Bündnis 90/Die Grünen)
- Carmen Nebel (* 1956), Fernsehmoderatorin
- Olaf Beyer (* 1957), Schüler 1972 bis 1976, Sportler
- Matthias Thalheim (* 1957), Schüler 1972 bis 1976, Theaterwissenschaftler
- Petra Köpping (* 1958), Mitglied des Sächsischen Landtags
- Hermann Winkler (* 1963), Mitglied des Sächsischen Landtags (1990–2009), Staatsminister und Chef der Sächsischen Staatskanzlei (2004–2007), Mitglied des Europäischen Parlaments (seit 2009)
- Jochen Kupfer (* 1969 in Grimma), Opernsänger im Fach Bariton